# Cyornis hoevelli
Cyornis hoevelli е вид птица от семейство Muscicapidae. Видът е незастрашен от изчезване.

## Разпространение
Разпространен е в Индонезия.